# Штрюббель
Штрюббель (нім. Strübbel) — громада в Німеччині, розташована в землі Шлезвіг-Гольштейн. Входить до складу району Дітмаршен. Складова частина об'єднання громад Бюзум-Вессельбурен.
Площа — 4,40 км2. Населення становить 91 ос. (станом на 31 грудня 2020).